# Zaštita izvora
Zaštita izvora je pravo novinara da ne otkriva od koga je dobio informacije i takođe zakonsko ograničenje za vlasti da ne može primorati novinara da otkrije izvor svojih informacija. Zaštita izvora je regulisana i međunarodnim pravom i domaćim zakonima. „Novinar nije dužan da otkrije podatke u vezi sa izvorom informacije, osim ako se podaci odnose na krivično delo, odnosno učinioca krivičnog dela za koje je zaprećena kazna zatvora najmanje pet godina.“
Zaštita izvora je osnova istraživačkog novinarstva i slobodnog protoka informacija u otvorenim, demokratskim društvima.
Kodeks novinara po kome on mora da štiti svoj izvor da bi ga sačuvao od kazne ili da ne bi ugrozio njegovo položaj, formalizovan je u nacionalnim zakonodavstvima u regionu. Time je omogućena sloboda informisanja, ali su otvorena vrata i zloupotrebama.

## Načela
- Načelo 1 (Pravo novinara na neotkrivanje)[2]: Domaći zakoni i praksa država članica treba da obezbede eksplicitnu i jasnu zaštitu prava novinara da ne otkriju informacije koje bi mogle da ukažu na identitet izvora u skladu sa članom 10 Konvencije o zaštiti ljudskih prava i osnovnih sloboda (u daljem tekstu Konvencija) i ovde ustanovljenim načelima, koja treba smatrati minimalnim standardima za poštovanje tog prava.
- Načelo 2 (Pravo drugih lica na neotkrivanje)
- Načelo 3 (Ograničenja prava na neotkrivanje)
- Načelo 4 (Dokazi koji su alternativa novinarskim izvorima)
- Načelo 5 (Uslovi vezani za otkrivanje)
- Načelo 6 (Nadzor nad komunikacijama, prismotra i sudski pretres i oduzimanje)
- Načelo 7 (Zaštita od samooptuživanja)

Kao odgovor na pitanje da li novinari treba da odaju svoje “upućene”, “bliske” i ostale izvore informacija, jeste da se izvor može otkriti samo ako se ispune tri uslova istovremeno – da je reč o teškom krivičnom delu, da se informacija ne može dobiti ni na koji drugi način i da postoji izuzetan društveni interes da se izvor otkrije. Na ovakav zaključak upućuje Savet Evrope preporukom da se nacionalna zakonodavstva i mediji u sličnim slučajevima vode ishodom “Slučaja Godvin”.

## „Slučaj Godvin“
Vilijam Godvin, novinar britanskog „The Engineer“, dobio je informaciju o zloupotrebi fiansijskih sredstava u jednoj britanskoj kompaniji. Njegovi pokušaji da zaštiti izvor, koji mu je “otvorio” celu priču, trajali su celih sedam godina, sve dok nisu stigli do Evropskog suda za ljudska prava. Prvobitno Godvinu je prećeno zatvorom i kaznom od 5.000 funti, ali je on odbijao da oda izvor. Sud i Dom lordova britanskog parlamenta procenili su da “je u ineteresu kompanije da sazna ko odaje informacije, kako to ne bi oštetio kompaniju u budućnosti”.
Stvar je tako došla do Evropskog suda koji je presudio u korist Godvina, naglašavajući da ni otkrivanje izvora i otkrivanje nelojalnog službenika ne predstavljaju viši interes u odnosu na informaciju koju je Godvin objavio.

## Zaštita informacija
Postoji nepisani i opšteprihvaćeni kodeks novinara po kome novinar mora da štiti informaciju iz nekoliko razloga – da sačuva sagovornika od moguće sankcije ili eventulanog ugrožavanja njegovog položaja zbog objavljivanja informacije, da bi uopšte imao sagovornike. Bez poštovanja ovog pravila, praktično je nemoguće obavljati kvalitetan novinarski posao. Po kvailtetu izvora i informacija, u suštini, razlikuje se i kvalitet samih novinara.
Pravilo o zaštiti izvora u nekim slučajevima je i formalizovano. Recimo, etički kodeks elektronskih medija, koji su donele i usvojile članice «ANEM» (Asocijacije nezavisnih elektronskih medija,predviđa da novinari imaju obavezu da zaštite izvor informacija. Oni moraju da poštuju obećanja data svom izvoru informacija. Ako je izvor dao "nezvaničnu" informaciju, ona ne sme biti upotrebljena tako da otkrije identitet izvora.

## Otkrivanje izvora
Razlozi za otkrivanje izvora
1. da legitimni interes odnese prevagu nad javnim interesom da se ne otkrije izvor i da taj legitimni interes bude dokazan;
2. da vitalni karakter i ozbiljnost okolnosti opravdavaju to otkrivanje;
3. da nadležni organi zaključe da oni odgovaraju prekoj društvenoj potrebi;
4. da procena neophodnosti otkrivanja po članu 10. Evropske konvencije o ljudskim pravima bude podložna nadzoru i kontroli Evropskog suda za ljudska prava.

## Spoljašnje veze
- Zakon o javnom informisanju
- Službeni glasnik RS
- Asocijacija nezavisnih elektronskih medija